# Nyssodrysternum serpentinum
Nyssodrysternum serpentinum là một loài bọ cánh cứng trong họ Cerambycidae.